# Cumaru (houtsoort)

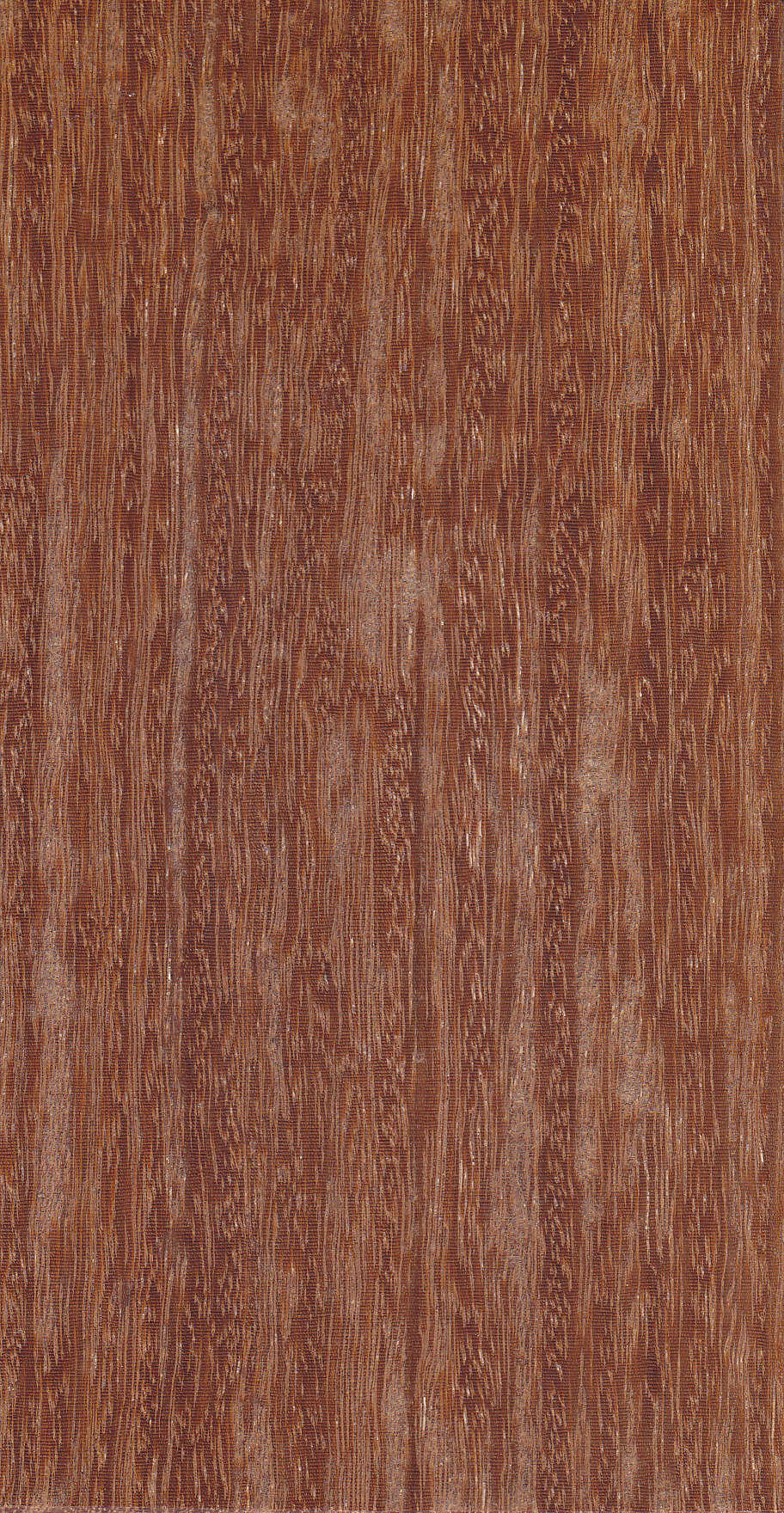
Cumaru: kruisdraad (en uitgesproken etagebouw)

Cumaru is een harde, sterke en duurzame houtsoort uit Zuid-Amerika, met name Brazilië. Het wordt geleverd door bomen van het geslacht Dipteryx (familie Leguminosae), de bekendste soort is Dipteryx odorata.
Het heeft een geelbruine, soms roodbruine kleur en heeft wel iets weg van Bangkirai. Cumaru is prima geschikt voor onbehandeld buitenwerk.

## CITES
Sinds 2022 staat cumaru op de CITES II lijst; vanaf eind 2024 mag het niet meer internationaal verhandeld worden zonder de vereiste papieren.